# Colós de Neró

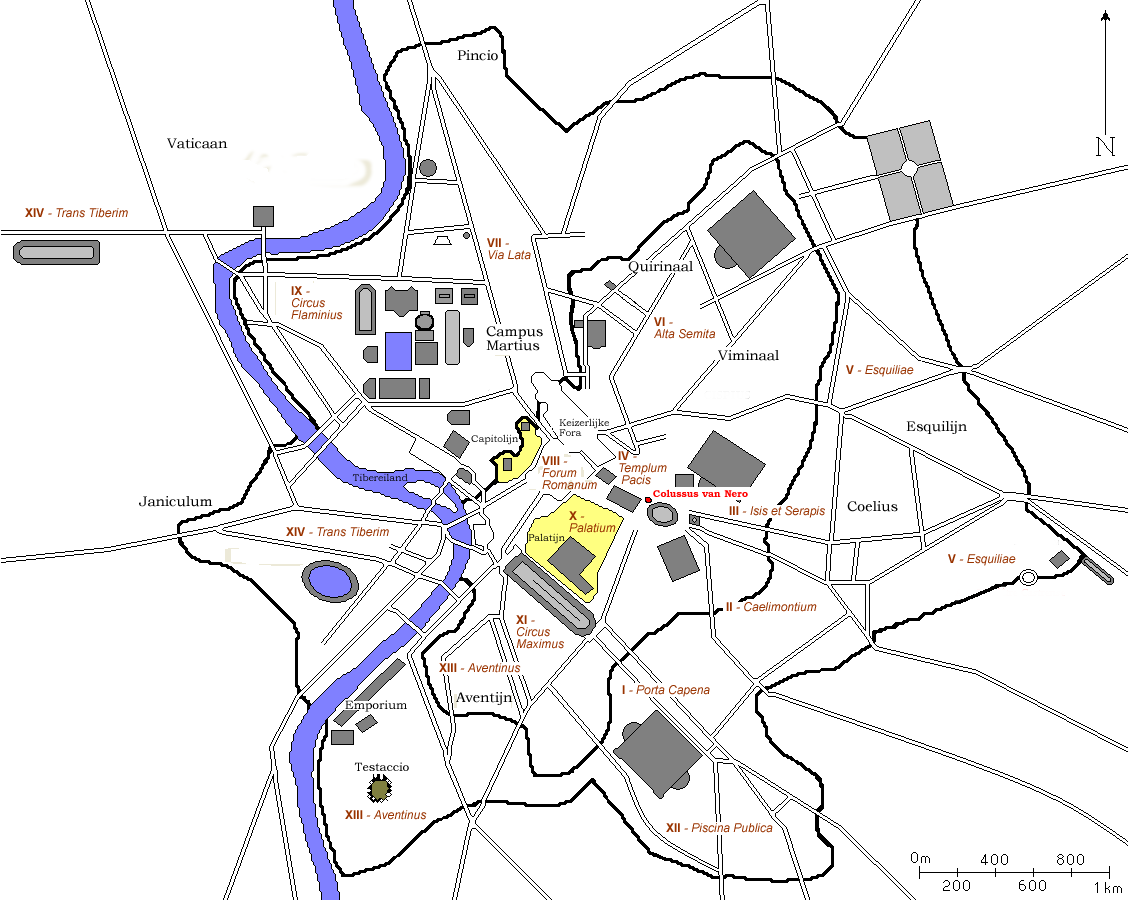
Mapa de la Roma antiga amb la situació, al centre, del Colós de Neró en vermell

El Colós de Neró era un monument de l'antiga Roma que, originàriament, representava la figura de l'emperador Neró.
El Colós era una obra de bronze de l'escultor Zenòdor i feia 110 peus d'alt (32,52 m), segons Plini el Vell, 120 segons Suetoni o 102 segons el Cronògraf de l'any 354 (30,16 m).
Al començament el colós es trobava al vestíbul de la Domus Aurea, in summa sacra via (és a dir, 'dalt de tot de la Via Sacra'). Per la proximitat al Colós, l'amfiteatre Flavi fou anomenat «el Colosseu».
L'incendi de la Domus Aurea va afectar el monument, que fou fet restaurar per Vespasià, que el va convertir en una representació del déu Sol. Hadrià va haver de fer servir 24 elefants per desplaçar-lo, per tal de fer lloc per al nou temple de Venus i Roma. Actualment encara és visible el basament de tova volcànica sobre el qual es dreçava l'estàtua.
Cada 6 de juny es feia la coronació del Colós, en què se li afegien garlandes de flors.